# Дома 1038 км
Дома 1038 км (рос. Дома 1038 км) — сільський населений пункт без офіційного статусу в Можгинському районі Удмуртії, Росія.

## Населення
Населення — 29 осіб (2010; 28 в 2002).
Національний склад станом на 2002 рік:
- росіяни — 61 %
- удмурти — 39 %